# Clyde Park
La ville américaine de Clyde Park est située dans le comté de Park, dans l'État du Montana. Lors du recensement de 2010, sa population s'élevait à 288 habitants. Coordonnées géographiques : 45° 53′ 06″ N, 110° 36′ 13″ O.

## Source
- (en) Cet article est partiellement ou en totalité issu de l’article de Wikipédia en anglais intitulé « Clyde Park, Montana » (voir la liste des auteurs).